# 土工膜

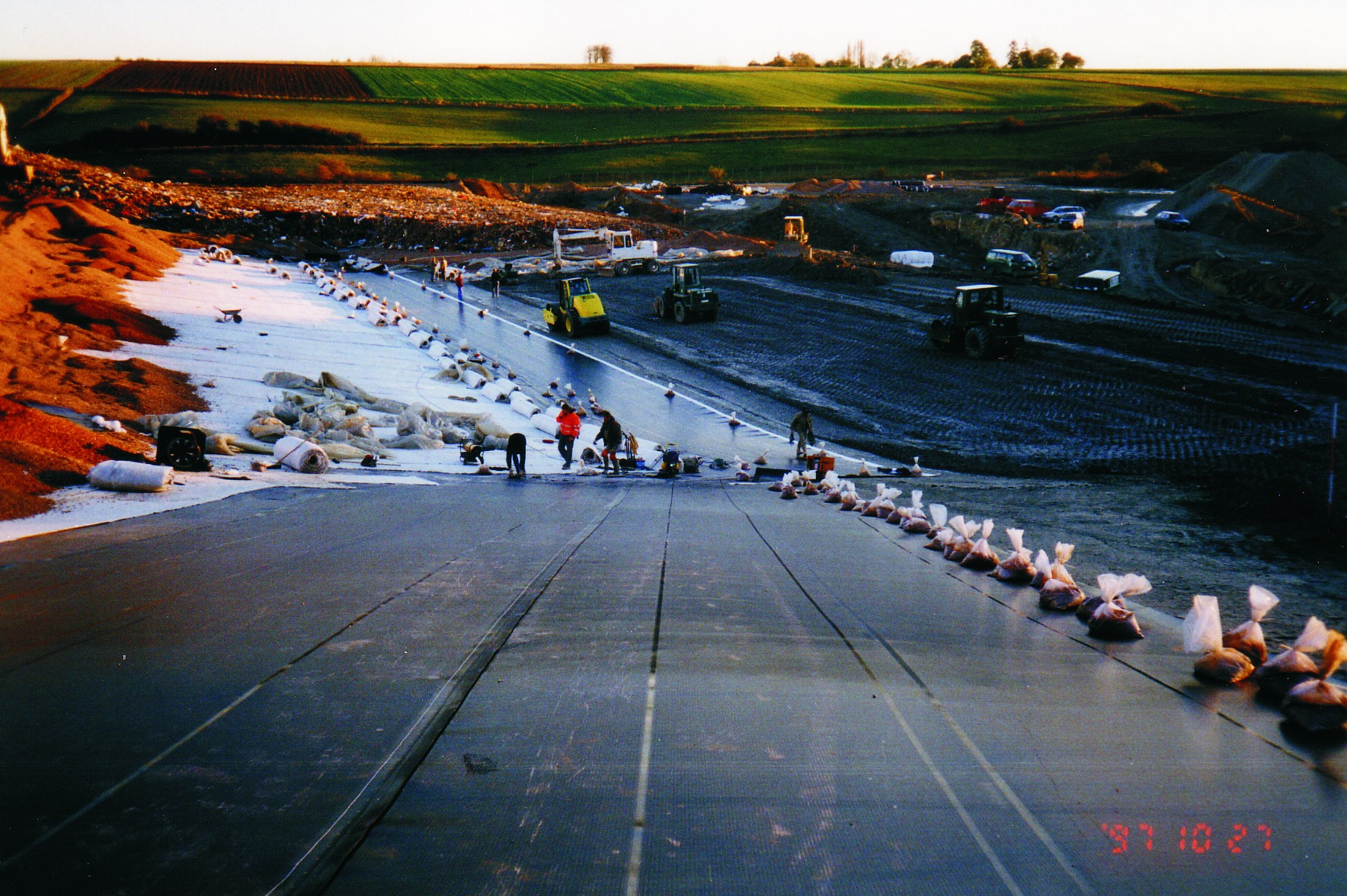
垃圾填埋场中正在安装土工膜

地工膜（英語：Geomembranes）又簡稱土工膜、防水土工膜，作為是一種防滲膜，通常由高密度聚乙烯（HDPE）等原生樹脂製成。它們具有優良的防滲性和耐化學腐蝕性，能夠有效地防止水和其他液體滲透到土壤中，保護地下水和地表水資源。因此，它們常用於垃圾填埋場、化學工廠、礦山和水庫等工程中，作為防滲屏障。抗拉力、防滲水、可變形、重量輕、生產成本低的特性使其在土木工程的防水方面常被用於建設倉庫、水壩、圍堰、水渠、人工湖、蓄水池等水利工程上。物理結構上為多層布膜，例如1布1膜是一層土工布附粘一層PE膜。2布1膜即是兩層土工布之間夾著1層PE膜，以此類推。

## 差異
土工布（英語：Geotextiles）和土工膜的差異之處在於，土工布著重在透水、加強土壤的穩定性使其不易鬆動、滑動。土工膜則是完全隔離土壤、不易透水，常用於水利工程上。

## 製造
土工膜是以聚乙烯树脂添加一定比例的碳黑色母、抗老化剂、抗氧化剂、紫外线吸收剂、稳定剂等吹塑而成，用于防渗防潮的新型防水建材。高密度聚乙烯土工膜是一种新型防渗,防腐材料,被广泛应用于各种防渗防腐要求的工程之中。采用优质的高密度聚乙烯原生树脂， 主要成分为97.5％ 的高密度聚乙烯，约2.5％的碳黑、微量的抗氧剂和热稳定剂，抗老化材料、紫外线吸收剂，没有使用其他添加剂、填料和膨胀剂，经三层共挤技术制成。所使用的树脂是专为柔性防渗膜应用而设计配制的原生聚乙烯树脂。经专家对防渗膜施工现场测试结果表明， HDPE防渗膜的各项性能指标都达到或超过了GRI-GM13 （页面存档备份，存于）。
土工膜产品分类：土工膜、防渗膜、HDPE土工膜、HDPE防渗膜（高密度聚乙烯防渗膜）、LDPE土工膜（低密度聚乙烯土工膜）、防渗土工膜、EVA土工膜。
土工膜产品性能：满足中華人民共和國國家標準GB/T17643-1998及建设部《CJ/T234-2006》标准。

## 用途
1. HDPE 土工膜适用于环保工程：如垃圾填埋场、污水处理厂、电厂调节池、工业、医院固体废弃物填埋场等；
2. LDPE防渗膜适用水利工程：如江河湖泊水库堤坝渠道工程的水平防渗等；
3. HDPE防渗膜在市政工程：地铁、地下车库工程、屋顶花园、污水管防渗；
4. HDPE防渗土工膜适用园林工程：人工湖、河道、高尔夫球场蓄水池等；
5. HDPE土工膜适用石化：炼油厂储油罐防渗、化学反应池、沉淀池的内衬、二次衬层等；
6. HDPE土工膜适用矿业：堆浸池、溶解池、沉淀池、尾矿垻的底衬防渗等；
7. LDPE聚乙烯土工膜适用交通设施：公路的基础加固、涵洞的防渗；
8. LDPE防渗膜适用农业：水库、饮用水池、蓄水塘、灌溉系统的防渗；
9. HDPE膜适用水产养殖业：养殖池、鱼塘、虾池的内衬、海参圈护坡等；
10. HDPE聚乙烯防渗膜适用盐业：盐场结晶池、卤池苫盖、盐膜。

土工膜产品规格：
- 厚度0.2-2.0mm 宽度：6000-4500mm